# Каптагаев, Эмильбек Саламатович
Эмилбек Саламатович Каптагаев (род. 18 июля 1957, Чок-Тал, Иссык-Кульская область) — киргизский государственный деятель. Государственный Советник 3-го класса (2002). Руководитель Аппарата Временного правительства Кыргызстана.

## Биография
- с 1980 по 1991 — инженер, младший научный сотрудник Института математики АН КиргССР.
- 1987—1994 — депутат двух созывов Ленинского районного Совета народных депутатов, Бишкек.
- 1989—1990 — руководитель комсомольско-молодёжной организации Академии наук Кыргызской Республики.
- 1989 — председатель Первого (учредительного) курултая Добровольного общества «Ашар»
- 1991 — главный специалист Государственной Комиссии по делам молодежи, помощник 2-го секретаря ЦК КПК.
- с 1991 по 1992 — начальник отдела Государственного Контрактного комитета КР.
- с 1992 по 1993 — консультант Министра торговли и материальных ресурсов КР.
- 1992 — инициатор создания Инновационного фонда «Реформа-ХХ1» и руководитель данного фонда в 1992—1995 годах.
- с 1993 по 1994 — заведующий отделом социально-политического анализа и прогнозирования Аппарата Правительства КР.
- с 1994 по 1996 — советник премьер-министра КР.
- 1994 — руководит группой по организации и проведению Первого Курултая народа Кыргызстана.
- 1995 — руководит работой правительства по разработке предложений по регулированию производства алкогольной продукции.
- 1996 по 1999 — председатель Государственной комиссии при Правительстве КР по делам религий.
- в 1999 — 1-й зам. губернатора Иссык-Кульской области.
- с июня по декабрь 2000 — член рабочей группы по разработке Комплексных основ развития (КОР) при Премьер-министре КР.
- с 19 января 2001 по 2002 — 1-й зам. губернатора Иссык-Кульской области, одновременно, с 25 мая 2002 член Общественного наблюдательного совета при Государственной телерадиовещательной корпорации Кыргызской Республики и заместитель председателя Совета Ассамблеи народа Кыргызстана
- с 25 декабря 2002 по 9 августа 2004 — глава государственной администрации- аким Джети-Огузского района Иссык-Кульской области Кыргызской Республики.
- 2005 — один из организаторов Общественного объединения «Чолпон-Ата ынтымагы»,
- в июле 2005 избран Председателем Национал-демократической партии «Улуу Биримдик».
- с 24 декабря 2008 — член политбюро «Объединенного Народного Движения» КР.
- с 7 апреля 2010 — руководитель Аппарата Временного правительства КР
- c декабря 2019 года по настоящее время — Директор Национального института стратегических исследований Кыргызской Республики

## Награды
- 1995 — почётная грамота Кыргызской Республики.
- 1995 — Юбилейная медаль «Манас — 1000»[1].
- 2001 — юбилейный нагрудный знак к 10-летию государственной независимости Кыргызстана.
- 2002 — почётная грамота Иссык-Кульской облгосадминистрации и областного Кенеша.
- 2011 — Орден «Манас» III степени.
- 2011 — Именные часы Президента Кыргызской Республики[2].

## Критика
В 2010 году участвовал в переделе собственности бывшего президента КР Бакиева и его родственников. Таким образом был захвачен пансионат Витязь, а также ряд других крупных объектов, машины, крупные суммы денег.
В 2014 году, будучи губернатором Иссык-Кульской области, вырубил знаменитую на всю страну аллею Раппопорта. Обещал восстановить её, но на 2018 год так ни одно дерево не было посажено.
Известен своими националистическими взглядами.
Во время одного из митингов в 2013 году возмущенные жители Иссык-Кульской области чуть не сожгли Э.Каптагаева в машине.